# Natalia Lupu
Nataliia Lupu (n. 4 noiembrie 1987, Marșenița, raionul Noua Suliță, RSS Ucraineană, URSS) este o sportivă ucraineană de origine română, care este specializată în proba de atletism de 800 de metri⁠(d).

## Cariera
Ea a terminat a patra la Campionatul Mondial de Atletism pentru Juniori din 2006⁠(d). A concurat la Campionatul European în sală din 2009, la Campionatul Mondial din 2009 și la Campionatul Mondial în sală din 2010.
La Campionatul Mondial în sală din 2014 a fost testată și găsită pozitiv pentru utilizarea unui stimulent interzis, metilhexanamină⁠(d), și a primit o suspendare pe nouă luni. Interdicția a durat de la 7 martie 2014 până la 21 ianuarie 2015.
În luna mai 2017 a fost descalificată pentru 8 ani, până la 26 decembrie 2024.

## Realizări
| An                   | Competiție                                 | Locație                  | Loc                  | Eveniment            | Note                 |
| Reprezentând Ucraina | Reprezentând Ucraina                       | Reprezentând Ucraina     | Reprezentând Ucraina | Reprezentând Ucraina | Reprezentând Ucraina |
| -------------------- | ------------------------------------------ | ------------------------ | -------------------- | -------------------- | -------------------- |
| 2003                 | Festivalul Olimpic al Tineretului European | Paris, Franța            | 1                    | 1500 m               | 4:23,70              |
| 2004                 | Campionatul Mondial de Juniori (sub 20)    | Grosseto, Italia         | 25                   | 800 m                | 2:09,30              |
| 2005                 | Campionatul European de Juniori (sub 20)   | Kaunas, Lituania         | 1                    | 800 m                | 2:02,78              |
| 2005                 | Campionatul European de Juniori (sub 20)   | Kaunas, Lituania         | 3                    | 4×400 m              | 3:36,64              |
| 2006                 | Campionatul Mondial de Juniori (sub 20)    | Beijing, China           | 4                    | 800 m                | 2:05,05              |
| 2006                 | Campionatul Mondial de Juniori (sub 20)    | Beijing, China           | 7                    | 4×400 m              | 3:36,97              |
| 2007                 | Campionatul European de Tineret (sub 23)   | Debrețin, Ungaria        | 13                   | 800 m                | 2:08,81              |
| 2009                 | Campionatul European în sală               | Torino, Italia           | 9                    | 800 m                | 2:05,26              |
| 2009                 | Campionatul European de Tineret (sub 23)   | Kaunas, Lituania         | 2                    | 800 m                | 2:01,08              |
| 2009                 | Campionatul European de Tineret (sub 23)   | Kaunas, Lituania         | 4                    | 4×400 m              | 3:30,78              |
| 2009                 | Campionatul Mondial                        | Berlin, Germania         | 35                   | 800 m                | 2:06,74              |
| 2010                 | Campionatul Mondial în sală                | Doha, Qatar              | 9                    | 800 m                | 2:04,30              |
| 2010                 | Campionatul European                       | Barcelona, Spania        | 9                    | 800 m                | 2:00,50              |
| 2010                 | Campionatul European                       | Barcelona, Spania        | 4                    | 4×400 m              | 3:29,50              |
| 2011                 | Campionatul European în sală               | Paris, Franța            | 6                    | 400 m                | 54,24                |
| 2011                 | Campionatul European în sală               | Paris, Franța            | 4                    | 4×400 m              | 3:34,08              |
| 2012                 | Campionatul Mondial în sală                | Istanbul, Turcia         | 2                    | 800 m                | 1:59,67              |
| 2012                 | Jocurile Olimpice                          | Londra, Marea Britanie   | 16                   | 800 m                | 2:01,63              |
| 2013                 | Campionatul European în sală               | Göteborg, Suedia         | 1                    | 800 m                | 2:00,26              |
| 2013                 | Campionatul Mondial                        | Moscova, Rusia           | 6                    | 800 m                | 1:59,79              |
| 2014                 | Campionatul Mondial în sală                | Sopot, Polonia           | DS (5)               | 800 m                | DS (2:01,17)         |
| 2015                 | Campionatul European în sală               | Praga, Republica Cehă    | 2                    | 800 m                | 2:02,25              |
| 2015                 | Campionatul European în sală               | Praga, Republica Cehă    | 5                    | 4×400 m              | 3:32,39              |
| 2015                 | Campionatul Mondial                        | Beijing, China           | 6                    | 800 m                | 1:58,99              |
| 2015                 | Campionatul Mondial                        | Beijing, China           | 5                    | 4×400 m              | 3:25,94              |
| 2016                 | Campionatul European                       | Amsterdam, Olanda        | 11                   | 800 m                | 2:01,74              |
| 2016                 | Jocurile Olimpice de vară, 2016            | Rio de Janeiro, Brazilia | DS (22)              | 800 m                | DS (2:02,10)         |

## Recorduri personale
| Eveniment | Timp (m:s) | Locul de desfășurare | Data           |
| --------- | ---------- | -------------------- | -------------- |
| 400 m     | 52,91      | Vinița, Ucraina      | 15 august 2011 |
| 800 m     | 1:58,46    | Ialta, Ucraina       | 14 iunie 2012  |